# 구미우체국
구미우체국은 경상북도 구미시 지역을 관할하는 우체국이다.

## 기본 정보
- 주소: 경상북도 구미시 송원서로 6

## 연혁
- 1916년 11월 11일: 구미우편소 개소 (선산군 구미읍 원평동 121-2번지)
- 1950년 1월 12일: 구미우체국으로 개칭(주사국)
- 1973년 3월 1일: 사무관국 승격
- 1978년 8월 18일: 서기관국 승격
- 1985년 12월 7일: 개축이전 (구미시 송정동 49번지)
- 2001년 3월 2일: 구미시 고아읍 관심리, 오로리, 이례리, 내예리, 대망리, 봉한리, 신촌리, 예강리, 외예리, 파산리, 항곡리, 황산리, 횡산리 우편구역을 선산우체국에서 구미우체국으로 변경[1]
- 2001년 7월 2일: 구미황상우편취급소 개국[2]
- 2012년 5월 1일: 구미삼성제2우체국이 인동우체국과 통합되어 폐국[3]
- 2012년 6월 1일: 궁기우체국을 구미도개우체국으로, 선산우체국을 구미선산우체국으로, 인동우체국을 구미인동우체국으로, 장천우체국을 구미장천우체국으로, 해평우체국을 구미해평우체국으로 명칭 변경[4]
- 2014년 1월 1일: 우편구역을 다음과 같이 고시[5]

| 배달국     | 배달구역                                  | 구역번호                                  |
| ---------- | ----------------------------------------- | ----------------------------------------- |
| 구미우체국 | 구미시, 고아읍                            | 39136 ~ 39137 39139 ~ 39153 39176 ~ 39450 |
| 선산우체국 | 선산읍, 도개면 · 무을면 · 옥성면 · 해평면 | 39100 ~ 39135 39138 39154 ~ 39155         |
| 장천우체국 | 장천면 · 산동면                           | 39156 ~ 39175 39451 ~ 39458               |

- 2014년 7월 1일: 관할 금오공대출장소가 우체국 합리화 대상국으로 지정되어 폐국[6]
- 2015년 1월 1일: 관할 구미옥계동우체국이 우체국 합리화 대상국으로 지정되어 폐국[7]
- 2020년 7월 1일 : 구미4공단우체국을 구미양포동우체국으로, 구미원호우체국을 구미고아원호우체국으로 명칭 변경[8]
- 2020년 8월 1일 : 구미고아우체국이 구미고아원호우체국으로 업무 이관 및 폐국[9]
- 2020년 10월 12일 : 구미관심리우편취급국 위탁계약 체결 및 개국[10]
- 2021년 3월 1일 : 우편구역을 다음과 같이 고시[11]

| 배달국         | 배달구역                                                                        | 구역번호                                        |
| -------------- | ------------------------------------------------------------------------------- | ----------------------------------------------- |
| 구미우체국     | 구미시 동 전체, 고아읍 (단, 산동읍 봉산리 39171 지역은 구미장천우체국에서 배달) | 39136 ~ 39137 39139 ~ 39153 39171 39176 ~ 39450 |
| 구미선산우체국 | 선산읍, 도개면 · 무을면 · 옥성면 · 해평면                                       | 39100 ~ 39135 39138 39154 ~ 39155               |
| 구미장천우체국 | 장천면 · 산동읍 (단, 금전동 39175 지역은 구미우체국에서 배달)                   | 39156 ~ 39170 39172 ~ 39175 39451 ~ 39458       |

## 관할 우체국
| 우체국명             | 사진 | 주소                                               | 비고                                         |
| -------------------- | ---- | -------------------------------------------------- | -------------------------------------------- |
| 구미고아우체국       |      | 경상북도 구미시 고아읍 관심1길 43                  | 2020년 8월 1일 폐국                          |
| 구미고아원호우체국   |      | 경상북도 구미시 고아읍 문장로 180                  | 2020년 7월 1일 구미원호우체국에서 명칭 변경  |
| 구미공단우체국       |      | 경상북도 구미시 1공단로7길 86-19                   |                                              |
| 구미관심리우편취급국 |      | 경상북도 구미시 고아읍 선산대로 1014               | 2020년 10월 12일 신설                        |
| 구미구평동우체국     |      | 경상북도 구미시 인동43길 3                         |                                              |
| 구미낙계우편취급국   |      | 경상북도 구미시 1공단로 182 금오빌딩 2층10호       |                                              |
| 구미도개우체국       |      | 경상북도 구미시 도개면 도안로 96                   | 2012년 6월 1일 궁기우체국에서 명칭 변경      |
| 구미도량동우체국     |      | 경상북도 구미시 송동로 127                         |                                              |
| 구미무을우체국       |      | 경상북도 구미시 무을면 상무로 996                  |                                              |
| 구미봉곡동우체국     |      | 경상북도 구미시 봉곡로 143                         |                                              |
| 구미산동우체국       |      | 경상북도 구미시 산동면 강동로 1000                 |                                              |
| 구미삼성제2우체국    |      | 경상북도 구미시 3공단3로 302 (임수동 94-1)         | 2012년 5월 1일 폐국                          |
| 구미상모동우체국     |      | 경상북도 구미시 상모로 74                          |                                              |
| 구미선산우체국       |      | 경상북도 구미시 선산읍 남문로 31                   | 2012년 6월 1일 선산우체국에서 명칭 변경      |
| 구미신평동우편취급국 |      | 경상북도 구미시 구미대로 399                       |                                              |
| 구미양포동우체국     |      | 경상북도 구미시 산호대로35길 10                    | 2020년 7월 1일 구미4공단우체국에서 명칭 변경 |
| 구미옥계동우체국     |      | 경상북도 구미시 흥안로2길 5-2                      | 2015년 1월 1일 폐국                          |
| 구미옥성우체국       |      | 경상북도 구미시 옥성면 주아1길 14                  |                                              |
| 구미원평동우체국     |      | 경상북도 구미시 구미중앙로11길 9                   |                                              |
| 구미인동우체국       |      | 경상북도 구미시 인동가산로 5 (인동 메디컬센타 1층) | 2012년 6월 1일 인동우체국에서 명칭 변경      |
| 구미장천우체국       |      | 경상북도 구미시 장천면 강동로 143                  | 2012년 6월 1일 장천우체국에서 명칭 변경      |
| 구미해평우체국       |      | 경상북도 구미시 해평면 강동로 1662                 | 2012년 6월 1일 해평우체국에서 명칭 변경      |
| 구미형곡동우체국     |      | 경상북도 구미시 형곡로17길 19                      |                                              |
| 구미황상동우편취급국 |      | 경상북도 구미시 수출대로31길 91 한일상가104호      | 2001년 7월 2일 신설                          |
| 금오공대출장소       |      | 경상북도 구미시 대학로 61                          | 2014년 7월 1일 폐국                          |

## 조직
- 영업과
  - 우편영업실
  - 금융영업실
- 우편물류과
  - 물류실
  - 소포실
- 지원과
- 경영지도실